# Lápita
Se denomina lápita o lapita, en la mitología griega, a la persona perteneciente a una región situada en Tesalia, denominada Perrebia, junto a los montes Olimpo y Osa y a ambos lados del río Peneo.
Diodoro Sículo considera a Lápites (hijo de Apolo y de Estilbe, hija a su vez del río Peneo) como epónimo de los lápitas. 
Entre los lápitas más famosos se encuentran Hipseo, Ixión, Pirítoo, Céneo y Polipetes.

## Guerra con los centauros

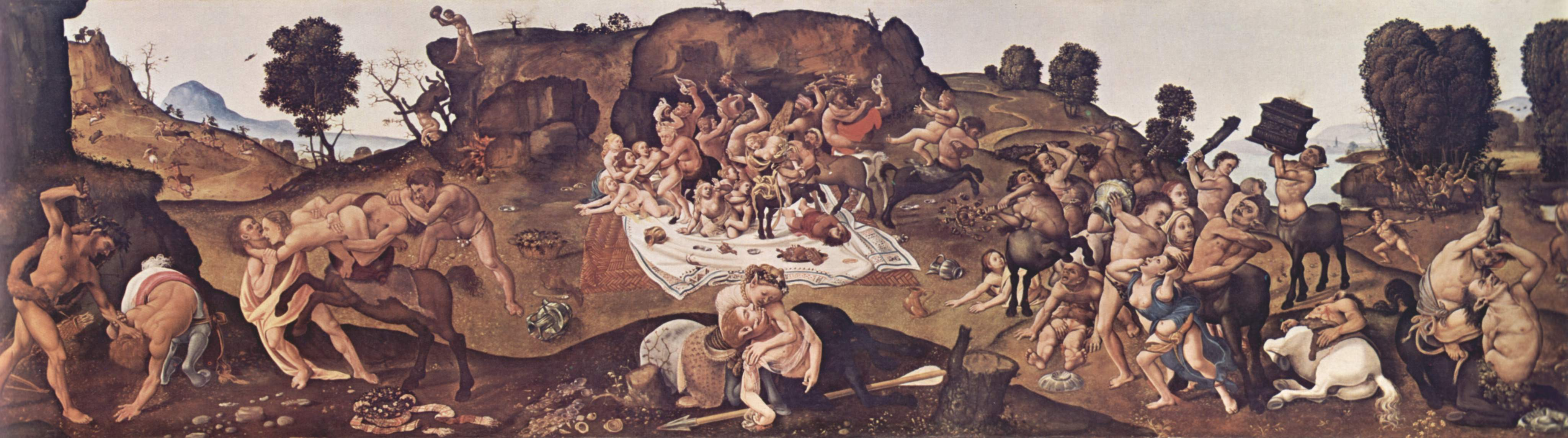
Batalla de los centauros y los lápitas, por Piero di Cosimo.

Los lápitas estaban emparentados con los centauros, puesto que Ixión, rey de los lápitas, y Néfele eran ascendientes de estos últimos.
Sin embargo se desencadenó una guerra entre lápitas y centauros durante la boda de Pirítoo (hijo de Ixión) con Hipodamía, en la que los centauros se encontraban entre los invitados y a consecuencia de haber ingerido vino sin aguar durante el ágape, trataron de violar a la novia y a otras mujeres.
En algunas versiones se ofrece como origen de este suceso el olvido por parte de Pirítoo de ofrecer sacrificios a Ares, que provocó como represalia la discordia entre ambos pueblos.
Los lápitas, ayudados por otros héroes como Teseo, consiguieron derrotar a los centauros.